# Мікромегас
«Мікромегас» (фр. Micromégas) — філософська повість, написана 1752 р. французьким філософом і сатириком Вольтером.
У романі йдеться про відвідування Землі гігантською (зростом 39 км) істотою з планети, що обертається навколо Сіріуса, і її меншим компаньйоном із Сатурна. Провідною темою твору є відносність людських досягнень і проблем, а також критика популярних філософських ідей.
Натхненням для «Мікромегаса» стали «Мандри Гуллівера» Джанатана Свіфта. Твір Вольтера втілив оригінальні ідеї, що згодом стали типовими для наукової фантастики.

## Короткий зміст
Мікромегас — тридцятидев'ятикілометровий велетень, молодий науковець з тисячею органів чуття, який живе на гігантській планеті біля зорі Сіріус. Мікромегаса критикує в суді за його ентомологічну роботу представник місцевого духовенства. При цьому Вольтер вказує велетенську тривалість життя сіріанців і судової справи. Тоді Мікромегас вирішує відправитись у мандри Всесвітом «з допомогою то сонячного променя, то якоїсь комети», використовуючи «сили притягання і відштовхування».
Він прибуває на Сатурн та починає висміювати місцевих жителів за їхній маленький зріст (трохи менше 2 км), хоча потім розуміє, що вони теж гідні поваги. Мікромегасу вдалося познайомитися з місцевим жителем: обізнаним, але нетворчим чоловіком, секретарем Сатурнянської академії.
Мікромегас та його новий друг обговорюють відмінності між своїми планетами та життям на них. Стає зрозуміло, що місцеві поступаються Мікромегасу та його планеті в усьому: від зросту до тривалості життя. Попри те, вони разом відправляться в подорож. У комедійному епізоді сатурнянина намагається відмовити від цього коханка, але він покидає її.
Разом вони прибувають на кільця Сатурна, його супутники, супутники Юпітера, і сам Юпітер, де гостюють впродовж року. Вони хотіли видати книгу на основі своїх спостережень за планетою, але юпітеріанські інквізитори не дозволили їм цього зробити. Марс мандрівникам здався настільки малим, що вони оминули його і вирушили на Землю.
Приземлившись, вони роблять висновок, що планета незаселена. Вони обходять планету, легко ступаючи навіть по океанах і з'їдаючи гори. Мікромегас виготовляє збільшувальне скло з діаманта у своєму намисті й помічає крихітну цятку в Балтійському морі, яка є китом. Потім Мікромегас знаходить човен, наповнений філософами, які повертаються з Полярного кола, і обережно підбирає їхній корабель. Сатурнянин вважає, що такі крихітні істоти не можуть бути розумними, але Мікромегас переконує свого супутника, що він помиляється, бо люди розмовляють між собою. Мандрівники виготовляють слухову трубку, щоб почути людські голоси, та пристрій, щоб люди могли їх безпечно слухати, не бувши вбитими голосами велетнів. Вони починають розмову і лишаються вражені відкриттям широти людського інтелекту, але також дізнаються про марнославство та сміються з філософії землян. Прибульці не змогли зрозуміти причин масових вбивств на Землі і що таке душа. Люди порівнюють філософію Аристотеля, Декарта, Мальбранша, Лейбніца та Лока з мудрістю прибульців. Мікромегас знаходить недоліки в міркуваннях кожного філософа. Лише учень Лока зацікавив Мікромегаса. У дуже неввічливій манері в діалог втручається доктор з Сорбонни, аби довести що все було створено Богом виключно для людей. Мікромегаса розсмішила зарозумілість людства, проте, він вирішує написати для них книгу, яка пояснить їм істину.
Мікромегас та сатурнянин покидають Землю. Коли у Французькій академії наук відкривають книгу інопланетян, там виявляються порожні сторінки.

## Літературне значення
«Мікромегас» — це перший художній твір, який описує відвідання Землі інопланетянами. На противагу, твори про подорожі людей до інших небесних тіл відомі ще з античності (наприклад, «Правдива історія» Лукіана).

## Видання українською
- Вольтер. Мікромегас: філософська повість. Переклад з французької: Ярема Кравець. Київ: журнал «Всесвіт» № 1 за 1979, с. 168—179